# Геновайте Рамошкене
Геновайте Рамошкене (12 травня 1945) — литовська академічна веслувальниця.
Бронзова призерка Олімпійських Ігор 1976 року в складі парної двійки.
Срібна призерка Чемпіонату світу 1974 року в одиночці, бронзова призерка 1975 року в одиночці.
Чемпіонка Європи 1969, 1973 років в одиночці, бронзова призерка 1967, 1970 років в одиночці.